# 申希礼
申希礼（1915年—1985年），山西平定人，中华人民共和国政治人物，曾任石家庄市人民政府副市长，河北省政协副主席，中国民主建国会中央委员会委员，第三届全国人大代表。